# Жнятин
Жнятин (пол. Żniatyn) — село в Польщі, у гміні Долобичів Грубешівського повіту Люблінського воєводства. Населення — 176 осіб (2011).

## Історія
Мешканці села Думка Андрій (нар. 1899) і Милик Бартоломей (нар. 1900) стрільцями у лавах Української галицької армії захищали рідну землю в 1918—1919 роках від польських окупантів.
На 1 січня 1939 року в селі мешкало 1020 мешканців, з них 660 українців-греко-католиків, 250 українців-римокатоликів, 70 поляків і 40 євреїв.
Після Другої світової війни село опинилося у складі Польщі. 16-28 червня 1947 року під час операції «Вісла» польська армія виселила зі Жнятина на щойно приєднані до Польщі північно-західні терени 396 українців. У селі залишилося 13 поляків.
У 1975—1998 роках село належало до Замойського воєводства.

## Населення
Демографічна структура станом на 31 березня 2011 року:
|          | Загалом | Допрацездатний вік | Працездатний вік | Постпрацездатний вік |
| -------- | ------- | ------------------ | ---------------- | -------------------- |
| Чоловіки | 91      | 27                 | 48               | 16                   |
| Жінки    | 85      | 16                 | 45               | 24                   |
| Разом    | 176     | 43                 | 93               | 40                   |

## Особистості

### Народилися
- Микита Думка (1896—1982) — український історик і філолог.

### Померли
- Мар'ян Лукасевич («Ягода», «Черник», «Чайка»; 1922—1945) — український військовик, майор УПА, командир куреня «Вовки», командир 28-го Холмського тактичного відтинку «Данилів».